# Kuangyuan (häradshuvudort i Kina, Yunnan Sheng, lat 24,91, long 103,15)
Kuangyuan (kinesiska: 匡远) är en häradshuvudort i Kina. Den ligger i provinsen Yunnan, i den sydvästra delen av landet, omkring 50 kilometer öster om provinshuvudstaden Kunming. Antalet invånare är 419 399. Befolkningen består av 206 828 kvinnor och 212 571 män. Barn under 15 år utgör 19,0 %, vuxna 15-64 år 71 %, och äldre över 65 år 9,0 %.
Runt Kuangyuan är det ganska tätbefolkat, med 179 invånare per kvadratkilometer. Kuangyuan är det största samhället i trakten. Omgivningarna runt Kuangyuan är en mosaik av jordbruksmark och naturlig växtlighet.
Genomsnittlig årsnederbörd är 1 007 millimeter. Den regnigaste månaden är juni, med i genomsnitt 216 mm nederbörd, och den torraste är januari, med 12 mm nederbörd.